# Cung điện của Giám mục Erazm Ciołek ở Kraków
Cung điện của Giám mục Erazm Ciołek ở Kraków (tiếng Ba Lan: Pałac biskupa Erazma Ciołka w Krakowie) là một cung điện lịch sử có từ đầu thế kỷ 16, tọa lạc tại số 17 phố Kanonicza, Kraków, Ba Lan. Cung điện này được ghi danh vào Sổ đăng ký các di tích bất động của Viện Di sản Quốc gia Ba Lan vào năm 1965. Bảo tàng Quốc gia ở Kraków hiện đang tổ chức triển lãm tại cung điện này.

## Lịch sử
Cung điện dành cho Giám mục giáo phận Płock - Erazm Ciołek được xây dựng vào giai đoạn 1501 - 1503. Công việc trùng tu cung điện vẫn diễn ra thường xuyên trong giai đoạn từ thế kỷ 16 - thế kỷ 18.
Sau năm 1990, cung điện là trụ sở của nhiều văn phòng nhà nước. Đến năm 1996, Bảo tàng Quốc gia ở Kraków tiếp quản cung điện này. Toàn bộ tòa nhà được trùng tu lại từ năm 1999 đến năm 2006. Cung điện đã được thiết kế lại để phù hợp hơn cho việc trưng bày của bảo tàng, nhưng tòa nhà vẫn giữa lại một số nét điển hình của một cung điện. Bảo tàng tổ chức triển lãm tại hai phòng trưng bày. Tầng 1 dùng để trưng bày chủ đề nghệ thuật thời Trung cổ, Phục hưng và Baroque của Ba Lan, còn tầng trệt dành cho nghệ thuật Chính thống giáo. Ngoài ra, cung điện còn có một gian bảo tồn hội họa và điêu khắc.